# J3 League 2017
Die J3 League 2017 war die vierte Spielzeit der J3 League, der dritten Division der japanischen J. League. An ihr nahmen siebzehn Mannschaften teil. Die Saison begann am 11. März und wird am 3. Dezember enden.

## Modus
Die Vereine spielen ein Doppelrundenturnier aus; somit ergeben sich insgesamt 32 Partien pro Mannschaft. Für einen Sieg gibt es drei Punkte, bei einem Unentschieden einen Zähler. Die Tabelle wird also nach den folgenden Kriterien erstellt:
1. Anzahl der erzielten Punkte
2. Tordifferenz
3. Erzielte Tore
4. Ergebnisse der Spiele untereinander
5. Entscheidungsspiel oder Münzwurf

Die beiden ersten Plätze, die nicht von U-23-Mannschaften belegt sind, berechtigen am Ende der Saison zum direkten Aufstieg in die J2 League 2018, unter der Voraussetzung der Erteilung einer J2-Lizenz für den jeweiligen Verein. Im Gegensatz zu den Vorjahren werden somit die Relegationsspiele zwischen dem Zweitplatzierten und dem Vorletzten der J2 League 2017 nicht mehr ausgetragen. Die drei U-23-Mannschaften sind generell vom Aufstieg ausgeschlossen.

## Teilnehmer
Insgesamt nehmen siebzehn Mannschaften am Wettbewerb teil, eine mehr als im Vorjahr. Am Ende der vorherigen Saison schaffte Vorjahresabsteiger Ōita Trinita als Meister die direkte Rückkehr in die J2 League 2017. Ersetzt wurde das Team aus dem Norden Kyūshūs durch den einige Kilometer weiter westlich beheimateten Tabellenletzten der J2 League 2016 Giravanz Kitakyūshū, die nach sieben Jahren auf das dritte Niveau der japanischen Ligenpyramide zurückkehrten.
Tochigi SC, Vizemeister der J3 League 2016, verlor beide Relegationsspiele gegen den Vorletzten der J2 League 2016, Zweigen Kanazawa, und verblieb somit in der Spielklasse.
Als Aufsteiger aus der Japan Football League 2016 wurde der J. League-Hundertjahrplan-Verein azul claro Numazu aufgenommen. Der Verein erreichte als bestes Team unter den Hundertjahrplan-Vereinen einen zum Aufstieg ausreichenden dritten Platz.
| Team                | Stadt                | Heimstadion                                     |
| ------------------- | -------------------- | ----------------------------------------------- |
| azul claro Numazu   | Numazu, Shizuoka     | Ashitaka Athletic Stadium                       |
| Blaublitz Akita     | Akita, Akita         | Akita Bank Stadium                              |
| Cerezo Osaka U23    | Osaka, Osaka         | Kinchō Stadium1                                 |
| Fujieda MYFC        | Fujieda, Shizuoka    | Fujieda Soccer Stadium                          |
| Fukushima United FC | Fukushima, Fukushima | Toho Stadium                                    |
| Gainare Tottori     | Tottori, Tottori     | Tottori Bank Bird Stadium                       |
| Gamba Osaka U23     | Suita, Osaka         | Suita City Football Stadium                     |
| Giravanz Kitakyūshū | Kitakyūshū, Fukuoka  | Mikuni World Stadium Kitakyūshū2                |
| Grulla Morioka      | Morioka, Iwate       | Iwate Bank Stadium                              |
| Kagoshima United FC | Kagoshima, Kagoshima | Kagoshima Kamoike Stadium                       |
| Kataller Toyama     | Toyama, Toyama       | Toyama Athletic Recreation Park Stadium         |
| AC Nagano Parceiro  | Nagano, Nagano       | Nagano U Stadium3                               |
| FC Ryūkyū           | Okinawa, Okinawa     | Okinawa Athletic Park Stadium                   |
| SC Sagamihara       | Sagamihara, Kanagawa | Gion Stadium                                    |
| Tochigi SC          | Tochigi, Tochigi     | Tochigi Green Stadium                           |
| FC Tokyo U23        | Tokio                | Ajinomoto Field Nishigaoka und weitere Stadien5 |
| YSCC Yokohama       | Yokohama, Kanagawa   | NHK Spring Mitsuzawa Football Stadium           |

Bemerkungen
1. Cerezo Osaka nutzt während der Saison die drei Stadien im Nagai Park. Von den bereits fest terminierten Spielen werden fünf im Kinchō Stadium und drei im Yanmar Stadium Nagai ausgetragen, für weitere sieben Spiele steht der Spielort noch nicht fest.[2] Die Spiele im größeren Yanmar Stadium Nagai sind in der Kreuztabelle entsprechend vermerkt.
2. Giravanz Kitakyūshū wechselt zur neuen Saison vom Honjō Athletic Stadium in das neu erbaute Kitakyūshū Stadium.
3. Das Nagano U Stadium wurde vor Beginn der Saison umbenannt, vorher hieß es Minami-Nagano Sports Park Stadium.
4. FC Tokyo U-23 nutzt während der Saison neben dem Ajinomoto Field Nishigaoka weitere Stadien in Tokio. Hierbei werden fünf Spiele im Yumenoshima Stadium ausgetragen, für drei weitere Spiele steht der Ort noch nicht fest.[3] Die Spiele im Yumenoshima Stadium sind in der Kreuztabelle entsprechend vermerkt.

## Trainer
| Verein              | Cheftrainer        |
| ------------------- | ------------------ |
| Grulla Morioka      | Toshimi Kikuchi    |
| Blaublitz Akita     | Kōichi Sugiyama    |
| Fukushima United FC | Kazuaki Tasaka     |
| Tochigi SC          | Yūji Yokoyama      |
| YSCC Yokohama       | Yasuhiro Higuchi   |
| SC Sagamihara       | Sōtarō Yasunaga    |
| AC Nagano Parceiro  | Tetsuya Asano      |
| Kataller Toyama     | Tetsurō Uki        |
| Fujieda MYFC        | Atsuto Ōishi       |
| Azul Claro Numazu   | Ken Yoshida        |
| Gainare Tottori     | Ryūzō Morioka      |
| Giravanz Kitakyushu | Takeo Harada       |
| Kagoshima United FC | Yasutoshi Miura    |
| FC Ryukyu           | Kim Jong-song      |
| FC Tokyo U-23       | Tadashi Nakamura   |
| Gamba Osaka U-23    | Tsuneyasu Miyamoto |
| Cerezo Osaka U-23   | Yūji Ōkuma         |

## Spieler
| Verein              | Spieler |
| ------------------- | --- |
| Grulla Morioka      | Kōhei Doi (30/0), Kaito Kubo (14/0), Tomoya Fukuda (32/1), Tokio Hatamoto (28/3), Daichi Hakkaku (22/1), Takuya Kakine (24/2), Yoshihiro Masuko (11/0), Kim Hong-yeon (16/1), Ken’ichi Tanimura (23/3), Kenzō Taniguchi (32/7), Kazuma Umenai (32/6), Yūsuke Hayashi (23/0), Kenta Anraku (4/0), Eijirō Mori (9/0), Shō Tanaka (2/0), Kōhei Imazeki (4/0), Gaku Sugamoto (29/4), Jō Inoue (11/0), Hiromi Nakashima (3/0), Sō Morita (25/2), Tatsuya Suzuki (27/1), Kento Dodate (4/0), Yan Fan (1/0), Yūto Sashinami (15/0), Ryōta Iwabuchi (24/1) |
| Blaublitz Akita     | Akihito Ozawa (17/0), Tatsurō Inui (3/0), Han Ho-gang (28/0), Shūhei Fukai (24/0), Kaito Chida (8/0), Shingo Arizono (32/5), Kyōhei Maeyama (30/7), Tomofumi Fujiyama (31/1), Hiroyuki Furuta (32/2), Keita Hidaka (15/1), Ken Hisatomi (32/10), Ginji Aki (7/0), Itsuki Yamada (20/4), Nao Eguchi (3/0), Masaya Yūma (24/3), Toshiki Sakai (13/1), Takuma Aoshima (29/2), Takuya Matsumoto (16/0), Naoyuki Yamada (29/0), Torai Kamata (2/0), Tomohiro Tanaka (31/15), Takahiro Urashima (2/0), Ryōto Higa (2/0), Kōhei Shimoda (7/0) |
| Fukushima United FC | Gō Itō (7/0), Ryōta Okada (30/1), Takaya Osanai (4/0), Ryū Kawakami (32/0), Takumi Watanabe (18/0), Takashi Kamoshida (29/2), Hiroto Mogi (26/1), Kazuto Ishidō (15/0), Alex (17/5), Kim Kong-chyong (12/0), Shōta Tamura (12/3), Shūhei Mitsuhashi (20/3), Kōta Hoshi (32/7), Shūto Hira (15/3), Naoki Maeda (27/0), Yūki Hashimoto (3/0), Renan (5/1), Nildo (12/4), Shōta Hasunuma (1/0), Kento Sugino (11/0), Yōsuke Komuta (12/1), Takuto Hashimoto (32/1), Takaaki Kinoshita (13/0), Seiji Kawakami (2/0), Tomoyasu Naitō (25/0), Hiroki Higuchi (16/3), Takaaki Shichi (16/0) |
| Tochigi SC          | Akihiko Takeshige (1/0), Yoshiya Nishizawa (20/0), Kenta Hirose (26/3), Kei Omoto (24/2), Tatsuki Kohatsu (5/0), Kazunori Kan (23/2), Kōji Hirose (13/2), Kōki Takenaka (9/0), Makoto Sugimoto (5/1), Ken’ya Okazaki (27/1), Yōsuke Kamigata (18/4), Kazuki Nishiya (32/8), Johnny Leoni (31/0), Ren Sengoku (29/0), Shōta Fukuoka (20/0), Ryōta Sakata (1/0), Kōhei Hattori (23/2), Takumu Fujinuma (12/1), Taku Ushinohama (28/7), Mendes (11/0), Tatsuya Wada (11/1), Nejc Pecnik (12/6), Ryōsuke Tada (29/0), Shōta Sakaki (2/0), Naoto Andō (5/0), Kento Kawata (11/3), Taisuke Miyazaki (20/0) |
| YSCC Yokohama       | Suguru Asanuma (23/0), Kei Munechika (29/3), Kōsuke Matsuda (28/0), Norimasa Nakanishi (26/0), Hikaru Ozawa (24/0), Masaya Yamamoto (14/0), Masato Yamazaki (8/0), Kazuya Ōizumi (28/2), Akio Yoshida (29/2), Kenji Kitawaki (17/2), Masao Tsuji (30/14), Kyōsuke Gotō (24/3), Kōya Okuda (26/4), Filip Wichman (9/0), Kōichi Miyao (17/1), Yūsuke Nishiyama (12/1), Kenshō Ogasawara (2/0), Kyōga Nakamura (22/1), Hiroki Okuda (10/0), Shunta Nishiyama (29/4), Hiroya Iwakabe (1/0), Hayata Komatsu (26/3), Daisuke Kitahara (9/1) |
| SC Sagamihara       | Yoshikatsu Kawaguchi (18/0), Yūsei Kudō (30/1), Naoya Okane (30/0), Daiki Umei (31/1), Naoto Kidoku (4/0), Sunao Hozaki (29/4), Samuel Alves (11/0), Joao Gabriel (21/7), Takurō Kikuoka (26/1), Yūichi Kubo (28/4), Makoto Fukōin (27/3), Shinji Tsujio (32/2), Kaijirō Fujiyoshi (14/0), Ryō Iida (8/0), Seiya Matsuki (1/0), Seiya Yamaguchi (1/0), Natsuki Mugikura (13/0), Yūdai Tokunaga (23/2), Yū Yonehara (19/2), Takuya Ōhata (1/0), Daiki Kawato (9/1), Tomoya Takahata (1/0), Go Daimu (23/1), Takuya Iwata (13/2), Mizuki Arai (11/2), Takanori Chiaki (23/0) |
| AC Nagano Parceiro  | Yūki Matsubara (16/0), Takahiro Ōshima (32/2), Takashi Uchino (10/0), Masahiro Teraoka (20/1), Shunsuke Iwanuma (11/0), Yūki Satō (29/2), Tetsuya Kanno (9/0), Shōgo Shiozawa (9/0), Yūji Unozawa (13/4), Akihiro Sakata (10/0), Yoshinori Katsumata (19/2), Hiroshi Azuma (30/4), Ryō Nishiguchi (13/1), Nobuyuki Abe (30/0), Tomokazu Myōjin (16/0), Tomoyuki Arata (8/0), Yōsuke Mikami (15/3), Yūta Tsunami (15/1), Dai Takeda (2/0), Ippei Kokuryō (16/1), Jumpei Arai (30/0), Kazuki Arinaga (29/5), Gen’ichi Endō (9/0), Satoru Ōki (1/0), Hidemasa Kobayashi (11/0), Hiroki Bandai (15/4), Takashi Amano (20/1), Hideya Okamoto (7/0) |
| Kataller Toyama     | Kōsei Wakimoto (23/2), Kenji Dai (21/1), Takahiro Kuniyoshi (24/0), Ryō Hiraide (29/2), Tatsunori Yamagata (31/0), Yūki Kitai (27/0), Ryō Kubota (26/0), Takuya Kokeguchi (28/9), Yū Etō (21/3), Pablo (9/0), Ikki Sasaki (23/5), Yōji Sasaki (24/6), Han Seung-hyeong (8/0), Keisuke Kimoto (6/1), Masaki Tozaki (12/1), Daiki Yagishita (14/2), Seiji Shindō (3/0), Kengo Nagai (32/0), Nobuyuki Shiina (26/2), Yūsei Kayanuma (11/0), Ryūki Nishimuro (11/0), Junki Mawatari (2/0), Genki Ishisaka (3/0), Rodrigo Cabeca (4/0), Tetsushi Kondō (4/0), Kazuki Satō (8/1), Ryūichi Hirashige (13/0) |
| Fujieda MYFC        | Takanori Miyake (5/0), Yōhei Nishimura (16/0), Ryūji Itō (3/0), Daiki Asada (31/1), Tadayo Fukuō (3/0), Yūichirō Edamoto (30/13), Keisuke Endō (26/12), Ryōta Doi (17/1), Nozomi Ōsako (25/3), Chan Vathanaka (1/0), Hirochika Miyoshi (16/2), Naoto Hiraishi (28/1), Taisuke Mizuno (27/3), Kōta Sameshima (14/0), Hirohito Shinohara (4/0), Ryōsuke Ochi (21/4), Ryōsuke Kakigi (25/2), Shun Satō (7/0), Ryōsuke Hisadomi (29/0), Masato Sasaki (3/0), Kwon Young-ho (2/0), Takashi Soeda (2/0), Junto Taguchi (21/0), Ryūto Ōtake (28/3), Nobuyuki Kawashima (31/3), Kōhei Kitagawa (11/1), Jun Sonoda (4/0), Makito Itō (15/1) |
| Azul Claro Numazu   | Tomoki Fujisaki (12/0), Takuya Fujiwara (24/0), Shun Tanaka (3/0), Yūta Kutsukake (23/3), Masaya Suzuki (17/0), Ryōichi Kawazu (3/0), Ryōta Nakamura (30/7), Shōta Aoki (27/6), Kōki Maezawa (19/2), Tomoyuki Shiraishi (20/4), Takuya Sugai (25/1), Masanobu Komaki (13/4), Kazuki Ōta (26/2), Eiichirō Ozaki (31/3), Takuma Sonoda (32/19), Ryō Ishii (13/0), Shimon Watanabe (2/0), Masayuki Tokutake (29/0), Masanobu Matsufuji (15/1), Tomoki Taniguchi (16/1), Ryōta Watanabe (26/3), Shōgo Ōnishi (19/0), Kazuki Someya (20/2) |
| Gainare Tottori     | Katsuhisa Inamori (21/0), Yūki Uchiyama (9/0), Takashi Akiyama (31/1), Kōsei Ishigami (13/0), Ryūji Hirota (24/0), Shūto Kawai (29/5), Masaru Kurotsu (6/0), Takuto Haraguchi (17/1), Masamichi Hayashi (19/0), Kōki Ishii (17/0), Hayato Ikegaya (28/0), Jun’ya Katō (32/11), Daiki Numa (30/4), Shū Kameshima (5/0), Ryūolivier Iwamoto (24/4), Ryōta Inoue (7/0), Rikito Inoue (14/1), Yūya Nishijima (4/0), Daichi Soga (3/0), Taisei Isoe (1/0), Makito Hatanaka (11/0), Junji Yamamichi (19/0), Ren Yamamoto (6/0), Takuya Sugimoto (25/0), Yōsuke Kataoka (12/0), Shunsuke Maeda (25/4) |
| Giravanz Kitakyushu | Norihiro Yamagishi (17/0), Naoya Ishigami (7/0), Kenta Fukumori (27/0), Shōto Suzuki (6/0), Kazuya Maeda (1/0), Hiroyuki Nishijima (10/1), Taira Shige (21/0), Shōma Mizunaga (27/5), Shōta Inoue (19/0), Tomoki Ikemoto (32/16), Itsuki Urata (13/0), Shōki Hirai (18/2), Daisuke Kanzaki (19/0), Kyōhei Yumisaki (10/1), Kōken Katō (29/1), Yōhei Naitō (23/1), Daichi Kawashima (15/1), Shō Hanai (29/7), Takuya Takahashi (16/0), Shūto Nakahara (5/0), Kenta Yamafuji (8/1), Tatsuya Onodera (21/0), Rui Komatsu (14/0), Shunsuke Fukuda (7/1), Kengo Kotani (11/3), Naoto Andō (6/1), Ryōsuke Tone (28/2), Masashi Motoyama (5/0) |
| Kagoshima United FC | Isao Taniguchi (8/1), Ryūhei Niwa (27/0), Wataru Inoue (6/0), Shūto Tanaka (31/1), Akira Akao (31/0), Yūki Nagahata (29/5), Noriaki Fujimoto (30/24), Na Sung-soo (14/1), Junki Goryō (21/4), Yūya Yamada (5/0), Kenta Nishioka (9/0), Yūma Kawamori (17/3), Yūsei Nakahara (16/0), Mitsuhiro Seki (26/0), Sittichok Paso (5/0), Kōsuke Yoshii (17/1), Katsunari Mizumoto (30/4), Toshihiro Matsushita (14/1), Shinji Tominari (9/1), Jun’ya Nodake (27/2), Dorian Babunski (1/0), Tetsuya Yamaoka (17/0), Yutaka Tanoue (10/0), Shūto Nakahara (5/0), Taikai Uemoto (22/1), Niall Killoran (15/0) |
| FC Ryukyu           | Park Il-gyu (27/0), Kōsuke Masutani (32/4), Taishi Nishioka (23/0), Yūtarō Chinen (29/0), Keisuke Tanabe (32/1), Park Ri-ki (26/3), Noritaka Fujisawa (32/5), Yūta Togashi (27/2), Yū Tomidokoro (32/13), Ryūji Saitō (31/1), Katsuhiro Hamada (9/0), Satoki Uejō (9/0), Tatsurō Yamauchi (9/0), Keisuke Tsumita (5/0), Hiroki Maeda (26/3), Taisuke Konno (2/0), Shūhei Takizawa (20/0), Mikihito Arai (2/0), Yukihide Gibo (2/0), Takumi Nagura (22/4), Keita Tanaka (16/7), Kazaki Nakagawa (10/1) |
| FC Tokyo U-23       | Takuo Ōkubo (4/0), Sei Muroya (1/0), Kazunori Yoshimoto (4/0), Takuji Yonemoto (10/0), Yōhei Kajiyama (5/0), Nathan Burns (3/0), Naohiro Ishikawa (1/0), Ryōichi Maeda (2/0), Yu In-soo (20/8), Wataru Sasaki (5/0), Ryōya Ogawa (26/1), Takahiro Yanagi (19/0), Takuya Uchida (27/2), Makoto Okazaki (20/1), Riku Hirosue (12/0), Shūto Okaniwa (14/0), Shōi Sakaguchi (12/0), Tsubasa Terayama (4/0), Yoshiatsu Oiji (5/1), Yoshitake Suzuki (31/0), Masayuki Yamada (25/3), Kento Hashimoto (2/1), Rei Hirakawa (17/1), Takefusa Kubo (21/2), Mao Kobayashi (6/0), Manato Shinada (18/0), Kōnosuke Kusazumi (6/0), Taichi Hara (18/5), Kazuna Takase (1/0), Kan Kobayashi (22/4), Kazuki Tanaka (3/0), Kōki Hasegawa (20/1), Gō Hatano (15/0), Lipe Veloso (16/4), Jakkit (11/1), Ryōichi Imamura (5/0) |
| Gamba Osaka U-23    | Kim Jung-ya (1/0), Hiroto Goya (2/0), Shōgo Nakahara (18/1), Naoya Senoo (18/3), Yūto Mori (24/3), Shōta Yomesaka (28/1), Hiromu Kōri (17/3), Sō Hirao (24/0), Mizuki Hayashi (28/0), Hiroki Noda (5/0), Kazunari Ichimi (25/8), Takahiro Kō (28/0), Akito Takagi (1/0), Ryōtarō Meshino (20/3), Kōsei Tani (4/0), Bae Soo-yong (24/1), Katsuki Umezu (14/0), Reo Takae (30/3), Hirohide Adachi (7/0), Kanta Usui (12/0), Hiroki Okui (1/0), Yūsuke Kishida (2/0), Ren Shibamoto (28/1), Haruto Shirai (18/2), Taiga Nakajima (2/0), Ryō Yamashita (2/0), Kentarō Wada (4/0), Patric (1/0), Takaharu Nishino (4/0), Tsubasa Adachi (17/0), Shō Iwamoto (11/1), Tetta Kawai (14/1), Kōhei Okuno (4/0) |
| Cerezo Osaka U-23   | Kentarō Kakoi (9/0), Teruyuki Moniwa (4/0), Ricardo Santos (1/0), Mitsuru Maruoka (5/0), Takaki Fukumitsu (1/0), Ryūji Sawakami (2/0), Noriyuki Sakemoto (7/0), Kim Jin-hyeon (1/0), Hirofumi Yamauchi (6/2), Hayato Nukui (21/1), Kakeru Funaki (12/0), Musashi Ōyama (25/0), Towa Yamane (27/3), Ahn Joon-soo (13/0), Kenta Mukuhara (9/0), Masaki Sakamoto (21/1), Masaki Okino (27/1), Toshiki Onozawa (27/5), Reiya Morishita (32/2), Masataka Nishimoto (27/5), Honoya Shōji (7/0), Takeru Kishimoto (26/9), Shū Mogi (10/0), Rei Yonezawa (12/5), Motohiko Nakajima (10/3), Kyōhei Ueda (2/0), Jun Kobayashi (13/2), Aki Arimizu (8/0), Ryō Saitō (11/0), Shūta Araki (5/0), Kento Umeki (2/0), Hiroto Yamada (8/0), Toichi Suzuki (3/0), Ayumu Seko (11/0), Hinata Kida (16/0)                     |

## Statistiken

### Tabelle
| Pl.                            | Verein              | Sp. | S  | U  | N  | Tore    | Diff. | Punkte |
| ------------------------------ | ------------------- | --- | -- | -- | -- | ------- | ----- | ------ |
| 1.                             | Blaublitz Akita     | 32  | 18 | 7  | 7  | 051:310 | +20   | 61     |
| 2.                             | Tochigi SC          | 32  | 16 | 12 | 4  | 044:240 | +20   | 60     |
| 3.                             | azul claro Numazu   | 32  | 16 | 11 | 5  | 060:270 | +33   | 59     |
| 4.                             | Kagoshima United FC | 32  | 17 | 4  | 11 | 049:370 | +12   | 55     |
| 5.                             | AC Nagano Parceiro  | 32  | 13 | 11 | 8  | 034:250 | +9    | 50     |
| 6.                             | FC Ryūkyū           | 32  | 13 | 11 | 8  | 044:360 | +8    | 50     |
| 7.                             | Fujieda MYFC        | 32  | 12 | 11 | 9  | 050:430 | +7    | 47     |
| 8.                             | Kataller Toyama     | 32  | 13 | 8  | 11 | 037:330 | +4    | 47     |
| 9.                             | Giravanz Kitakyūshū | 32  | 13 | 7  | 12 | 044:370 | +7    | 46     |
| 10.                            | Fukushima United FC | 32  | 13 | 4  | 15 | 039:430 | −4    | 43     |
| 11.                            | FC Tokyo U23        | 32  | 12 | 7  | 13 | 036:470 | −11   | 43     |
| 12.                            | SC Sagamihara       | 32  | 9  | 12 | 11 | 034:410 | −7    | 39     |
| 13.                            | Cerezo Osaka U23    | 32  | 8  | 11 | 13 | 039:430 | −4    | 35     |
| 14.                            | YSCC Yokohama       | 32  | 8  | 8  | 16 | 041:540 | −13   | 32     |
| 15.                            | Grulla Morioka      | 32  | 7  | 8  | 17 | 032:490 | −17   | 29     |
| 16.                            | Gamba Osaka U23     | 32  | 7  | 5  | 20 | 031:650 | −34   | 26     |
| 17.                            | Gainare Tottori     | 32  | 4  | 9  | 19 | 031:630 | −32   | 21     |
| Quelle: Soccerway, Stand: 2017 |                     |     |    |    |    |         |       |        |

| Zum Saisonende 2017:           |                                                                  |
| Aufstieg in die J2 League 2018 |                                                                  |
|                                |                                                                  |
| Zum Saisonende 2016:           |                                                                  |
| (A)                            | Absteiger aus der J2 League 2016: Giravanz Kitakyūshū            |
| (R)                            | Verlierer der Relegation J2/J3 2016: Tochigi SC                  |
| (N)                            | Aufsteiger aus der Japan Football League 2016: azul claro Numazu |

### Kreuztabelle
|                     | AZU                                     | BLA     | CER     | FUJ      | FKU      | GAI      | GAM      | GIR      | GRU      | KAG     | KAT      | NAG      | RYU      | SAG      | TOC     | TKY     | YSC      |
| azul claro Numazu   |                                         | 18.06.  | 29.10.* | 4:1      | 1:2      | 20.08.*  | 21.05.   | 04.06.   | 16.07.   | 30.04.  | 17.09.*  | 09.07.   | 19.11.   | 05.11.   | 03.12.  | 03.09.* | 01.10.*  |
| Blaublitz Akita     | 23.07.                                  |         | 12.11.* | 107.05.  | 19.11.   | 16.04.   | 27.08.*  | 122.10.* | 02.04.   | 128.05. | 11.06.   | 21.05.   | 24.09.*  | 25.06.   | 03.09.* | 08.10.* | 09.07.   |
| Cerezo Osaka U-23   | 10.06.                                  | 1:3     |         | 219.11.  | 224.09.* | 205.11.  | 208.10.* | 217.09.* | 2:2      | 323.07. | 13.05.   | 227.08.* | 03.06.   | 01.07.   | 329.04. | 315.04. | 222.10.* |
| Fujieda MYFC        | 08.10.*                                 | 26.11.  | 425.06. |          | 22.07.   | 10.06.   | 09.07.   | 21.05.   | 17.09.*  | 03.09.* | 29.04.   | 05.11.   | 28.05.   | 422.10.* | 02.04.  | 2:1     | 03.12.   |
| Fukushima United FC | 27.08.*                                 | 14.05.  | 516.07. | 04.06.   |          | 17.09.*  | 30.04.   | 18.06.   | 03.12.   | 12.11.* | 608.10.* | 01.10.*  | 26.03.   | 16.04.   | 22.10.* | 08.07.  | 26.11.   |
| Gainare Tottori     | 02.07.                                  | 03.12.  | 21.05.  | 24.09.*  | 728.05.  |          | 722.10.* | 212.11.* | 30.04.   | 08.10.* | 18.06.   | 26.03.   | 229.10.* | 27.08.*  | 1:1     | 15.07.  | 710.09.* |
| Gamba Osaka U-23    | 10.09.*                                 | 815.07. | 28.05.  | 801.10.* | 15.10.*  | 0:2      |          | 29.10.*  | 818.06.  | 19.11.  | 22.07.   | 15.04.   | 203.09.* | 0:1      | 02.07.  | 05.11.  | 14.05.   |
| Giravanz Kitakyūshū | 26.11.                                  | 1:1     | 26.03.  | 20.08.*  | 10.09.*  | 14.05.   | 10.06.   |          | 08.07.   | 15.10.* | 24.09.*  | 25.06.   | 27.08.*  | 01.10.*  | 05.11.  | 28.05.  | 30.04.   |
| Grulla Morioka      | 24.09.*                                 | 10.09.* | 26.11.  | 16.04.   | 25.06.   | 23.07.   | 20.08.*  | 03.09.*  |          | 02.07.  | 26.03.   | 07.05.   | 15.10.*  | 12.11.*  | 11.06.  | 21.05.  | 03.06.   |
| Kagoshima United FC | 22.10.*                                 | 01.10.* | 06.05.  | 5:0      | 10.06.   | 04.06.   | 1:0      | 16.04.   | 05.11.   |         | 27.08.*  | 20.08.*  | 08.07.   | 03.12.   | 10.09.* | 26.11.  | 25.06.   |
| Kataller Toyama     | 02.04.                                  | 05.11.  | 10.09.* | 15.10.*  | 07.05.   | 26.11.   | 25.06.   | 01.07.   | 22.10.*  | 1:0     |          | 19.11.   | 16.04.   | 03.06.   | 01.10.* | 20.08.* | 20.05.   |
| AC Nagano Parceiro  | 12.11.*                                 | 29.10.* | 18.06.  | 02.07.   | 02.04.   | 03.09.*  | 24.09.*  | 03.12.   | 08.10.*  | 13.05.  | 28.05.   |          | 23.07.   | 10.09.*  | 15.07.  | 30.04.  | 3:0      |
| FC Ryūkyū           | 13.05.                                  | 30.04.  | 01.10.* | 10.09.*  | 220.08.* | 25.06.   | 01.04.   | 15.07.   | 1:2      | 17.09.* | 03.12.   | 10.06.   |          | 20.05.   | 12.11.* | 22.10.* | 205.11.  |
| SC Sagamihara       | 07.05.                                  | 15.10.* | 20.08.* | 18.06.   | 03.09.*  | 09.07.   | 26.11.   | 01.04.   | 14.05.   | 16.07.  | 29.10.*  | 0:1      | 08.10.*  |          | 28.05.  | 19.11.  | 24.09.*  |
| Tochigi SC          | 16.04.                                  | 04.06.  | 15.10.* | 29.10.*  | 21.05.   | 19.11.   | 17.09.*  | 07.05.   | 27.08.*  | 17.06.  | 08.07.   | 26.11.   | 0:0      | 22.07.   |         | 24.09.* | 1:0      |
| FC Tokyo U-23       | 925.06.                                 | 01.07.  | 203.12. | 912.11.* | 29.10.*  | 215.10.* | 03.06.   | 22.07.   | 201.10.* | 902.04. | 90:2     | 917.09.* | 06.05.   | 1:0      | 13.05.  |         | 27.08.*  |
| YSCC Yokohama       | 28.05.                                  | 17.09.* | 01.04.  | 16.07.   | 0:2      | 07.05.   | 12.11.*  | 08.10.*  | 1019.11. | 29.10.* | 03.09.*  | 15.10.*  | 01.07.   | 10.06.   | 20.08.* | 18.06.  |          |
|                     | Quelle: Soccerway, Stand: 25. März 2017 |         |         |          |          |          |          |          |          |         |          |          |          |          |         |         |          |

Bemerkungen

Spiele, die mit einem * markiert sind, sind noch nicht genau terminiert.
1. Das Spiel findet im Akita Yabase Athletic Field in Akita, Akita statt.[7]
2. Für einige Spiele steht der Spielort noch nicht fest.[2][8][9][10][3]
3. Das Spiel findet im Yanmar Stadium Nagai in Osaka, Osaka statt.[2]
4. Das Spiel findet im Ecopa Stadium in Shizuoka, Shizuoka statt.[11]
5. Das Spiel findet im Aizu Athletic Stadium in Aizu-Wakamatsu, Fukushima statt.[12]
6. Das Spiel findet im Shonan BMW Stadium Hiratsuka in Hiratsuka, Kanagawa statt.[12]
7. Das Spiel findet im Chūbu Yajin Stadium in Yonago, Tottori statt.[8]
8. Das Spiel findet im Osaka Expo ’70 Stadium in Suita, Osaka statt.[9]
9. Das Spiel findet im Yumenoshima Stadium in Tokio statt.[3]
10. Das Spiel findet im Mitsuzawa Athletic Stadium in Yokohama, Kanagawa statt.[13]

### Zuschauertabelle
| Platz                | Mannschaft          | Heimspiele | Zuschauer | pro Spiel |
| -------------------- | ------------------- | ---------- | --------- | --------- |
| 01.                  | Giravanz Kitakyūshū | 1          | 14.935    | 14.935    |
| 02.                  | AC Nagano Parceiro  | 1          | 6.009     | 6.009     |
| 03.                  | SC Sagamihara       | 1          | 5.562     | 5.562     |
| 04.                  | FC Ryūkyū           | 1          | 4.438     | 4.438     |
| 05.                  | Tochigi SC          | 2          | 7.570     | 3.785     |
| 06.                  | Kataller Toyama     | 1          | 3.698     | 3.698     |
| 07.                  | Kagoshima United FC | 2          | 7.258     | 3.629     |
| 08.                  | azul claro Numazu   | 2          | 6.036     | 3.018     |
| 09.                  | Gainare Tottori     | 1          | 2.435     | 2.435     |
| 10.                  | FC Tokyo U-23       | 2          | 4.495     | 2.248     |
| 11.                  | Fujieda MYFC        | 1          | 1.921     | 1.921     |
| 12.                  | Gamba Osaka U-23    | 2          | 3.757     | 1.879     |
| 13.                  | YSCC Yokohama       | 1          | 1.145     | 1.145     |
| 14.                  | Cerezo Osaka U-23   | 2          | 2.121     | 1.061     |
|                      | Blaublitz Akita     | 0          | 0         | 0         |
|                      | Fukushima United FC | 0          | 0         | 0         |
|                      | Grulla Morioka      | 0          | 0         | 0         |
| Gesamt               | Gesamt              | 20         | 71.380    | 3.569     |
| Stand: 25. März 2017 |                     |            |           |           |